# Morbror
En persons morbror er bror til personens mor. På dansk bruges ofte - upræcist, men jf. Dansk Sprognævn, korrekt - betegnelsen onkel bredt om alle mandlige personer, der er brødre til en persons forældre eller gift med en søster (eller bror) til en af forældrene.